# 緒方秀美
緒方 秀美（おがた ひでみ、12月24日 - ）は、熊本県山鹿市出身の写真家。

## プロフィール
写真家伊島薫に師事した後、20歳で渡米。N.Y.でアンディ ウォーホールはじめ多くのアーティストと親交を深める。N.Y.アンダーグラントシーン、伝説のクラブ-パラダイス ガラージで知り合った友達のポートレートを撮影する5年間、ニューヨークでの修業後、帰国。現在、東京で、音楽、ファッション、広告写暮の分野で活躍中。主に雑誌、写真集撮影、CDやDVDジャケットの撮影を手掛ける。
スピード感ある作風、人の内に秘めた魅力を一瞬で見抜き写真に収める類い真似なる技術は世界のセレブから多大な支持を集めている。

## 主な作品

### 写真集
- Blankey Jet City：(1995年12月)
- 斎藤陽子：モアクレエ(1996年9月)
- 岡田浩暉： HIP88＋(1996年10月)
- 氷 (1999年2月)
- Diamond Cat 緒方秀美写真集(2000年12月)
- 魔裟斗： MASATO‐Silver Wolf 写真集(2002年1月)
- アイアムアーサー!不良牧師からの伝言(2003年12月)
- 仲村みう： 月刊仲村みう (2009年4月)
- 石川梨華： 24 TWENTY FOUR 写真集(2009年12月)
- 横綱白鵬写真集(2011年1月)

陽光桜-FORCE of LOVE(2017年1月)
- 小塚崇彦写真集『TAKAHIKO』(2011年12月)

ROCKERS OF THE HOLYLAND-イスラエル写真集(2019年7月31日)キリスト新聞社

### ジャケット
- 清春：
- 矢沢永吉：
- B'z：
- The Yellow Monkey：
- globe：
- 華原朋美：
- ROSSO：
- bird：
- HITOMI：
- 小柳ゆき：
- 高橋瞳：

他。